# Lista rozwijalna

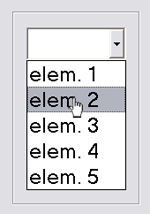
Lista rozwijalna

Lista rozwijalna (ang. drop-down list, drop-down menu) – widżet, który zwykle „w stanie spoczynku” jest wielkości jednej linijki tekstu z obramowaniem. Po naciśnięciu na niego lewym klawiszem myszy lub spacją rozwija się lista opcji do wyboru. W przeciwieństwie do pola wyboru nie daje możliwości wpisania własnej wartości.
Jeśli lista jest zbyt długa, to jest zwykle wyposażona w pasek przesuwania. Kiedy lista opcji jest pokazana, to można wybrać jedną z nich poprzez kliknięcie na nią lewym klawiszem myszy lub wybór za pomocą strzałek i spacji lub ↵ Enter. Po dokonaniu wyboru, lista rozwijalna wraca znów do „stanu spoczynku”, ale z wybraną wartością wpisaną w pole. Zazwyczaj można anulować wybór przez kliknięcie gdzieś poza obszarem widżetu lub wciśnięcie Esc.